# Národné osvetové centrum
Národní osvětové centrum (slovensky Národné osvetové centrum) v Bratislavě je objekt, který navrhl architekt Miloš Chorvát roce 1957 původně jako Dům umění a architektury. V prohlídce architektonických prací roce 1957 udělili Chorvátovi čestnou cenu druhého stupně za úvodní projekt této významné budovy. Už téhož roku také začala jeho realizace.

## Architektonický výraz v prostředí
Osvětové centrum je přistavěné ke třem družstevním domům od Emila Belluše ze severní strany. Třípodlažní, výtvarně tvarovaný, výstavní pavilon umocňuje šestipodlažní administrativní část, tvarově a materiálově navazující na sousední družstevní domy. Tento logicky a citově jednotící výraz byl v době návrhu centra vzácný. Právě proto doplnění výrazového charakteru části středu města je znakem uváženého autorova projevu, postaveného na komplexním pochopení místních podmínek.[zdroj?]

## Hmota
Budova je až přísně symetrická. Nižší část je v půdorysu tvaru prodlouženého šestiúhelníku, šest podlažní administrativní budova má tvar podkovy s nádvořím k družstevním domem. Budova má železobetonovou skeletovou konstrukci. Výrazným tektonickým prvkem domu jsou předsazené kovové lamely.

## Architektonický rozbor objektu
Hlavní vstup z náměstí SNP vede rovnou do společenské a dále do výstavní části dvěma velkými schodišti. Ve společenském sále se nachází vlnitá deska na stropě, což je autorů oblíbený motiv inspirovaný Alvarem Aaltem. Ke kancelářskému schodišti se lze dostat hned ze závětří. Z Kotlárské ulice je vjezd do dvora a vstup do zadního schodiště, na které jsou napojeny dva byty a servisní část, která slouží pro přísun exponátů, kde se nachází závodní jídelna, bufet a na patrech výpomocné kanceláře. Ústředím půdorysu je společenská část v přízemí, klubovny, čítárny, bufet a vlastní sál na výšku jednoho podlaží. Z předsálí vedou dvě volné schodiště do výstavní části prvního a dále i druhého patra. Tyto dvě podlaží jsou připraveny na volnou stavbu výstavních prostor či kójí. Jejich plocha dosahuje 1700 m2 a jsou prosvětleny stropem. Obvodové výstavní trakty mají třímetrovou světlou výšku s bočním osvětlením, které lze regulovat lamelami.